# Fervaques
Fervaques település Franciaországban, Calvados megyében. Lakosainak száma 724 fő (2018. január 1.). Fervaques Auquainville, Cernay, Cheffreville-Tonnencourt, La Croupte, Le Mesnil-Germain, Notre-Dame-de-Courson, Saint-Cyr-du-Ronceray, Tordouet és Valorbiquet községekkel határos.

## Népesség
A település népességének változása:
| Lakosok száma | 602  | 555  | 510  | 551  | 646  | 715  | 709  | 670  | 732  | 724  |
|               | 1962 | 1968 | 1982 | 1990 | 1999 | 2008 | 2011 | 2013 | 2017 | 2018 |